# Intonation (Tasteninstrumente)

Schematische Darstellung eines Cembalospringers: 1 Saite, 2 Achse der Zunge, 3 Zunge, 4 Plektrum, 5 Dämpfer

Intonation von Tasteninstrumenten bezeichnet das genaue Abstimmen von Klangfarbe und Lautstärke durch den Instrumentenbauer.

## Intonation von Cembali
Cembali werden durch Zuschneiden der Plektra intoniert. Die quer aus den Springern herausstehenden Plektra reißen die Saiten an, indem sie sie zunächst anheben, sich unter ihnen durchbiegen und sie dadurch seitlich abrutschen lassen. Ihre Elastizität bestimmt daher den Klang des Cembalos.
Plektra wurden ursprünglich aus Vogelfedern hergestellt (daher die frühere Bezeichnung „Kiele“; dieses Material wird heute nur noch selten verwendet), heute sind sie meistens aus Delrin, oft auch aus Leder. Ihre genaue Elastizität hängt außer vom Material auch von der Form ab: je dünner sie sind, desto schneller geben sie nach, desto leiser der Ton und desto weicher der Anschlag. Sie werden mit einem Skalpell auf die richtige Form, Länge und Dicke zugeschnitten. Da der Abstand der Springer zu den Saiten minimal differiert, werden die Plektra immer speziell für einen bestimmten Springer und eine bestimmte Saite intoniert. Eine zu harte Intonation (zu dicke oder zu lange Plektra) führt zur Überforderung des Instruments; der Ton beginnt zu scheppern, außerdem muss eine zu große Fingerkraft für die Überwindung des Druckpunktes aufgebracht werden, an dem das Plektrum die Saite anreißt. Eine zu weiche Intonation bringt den Resonanzboden nicht ausreichend in Schwingung, der Ton bleibt matt und ist nicht tragfähig. 
Bei jedem Cembalo müssen regelmäßig im Abstand von einigen Jahren sämtliche Plektra ausgetauscht werden, da das Material mit der Zeit seine Elastizität verliert. Viele Cembalisten erledigen diese Arbeit selbst, da, vorsichtige Behandlung des Springers vorausgesetzt, kaum etwas zerstört werden kann: Ein verschnittenes Plektrum wird einfach durch ein neues ersetzt.

## Intonation von Klavieren mit Hammermechanik

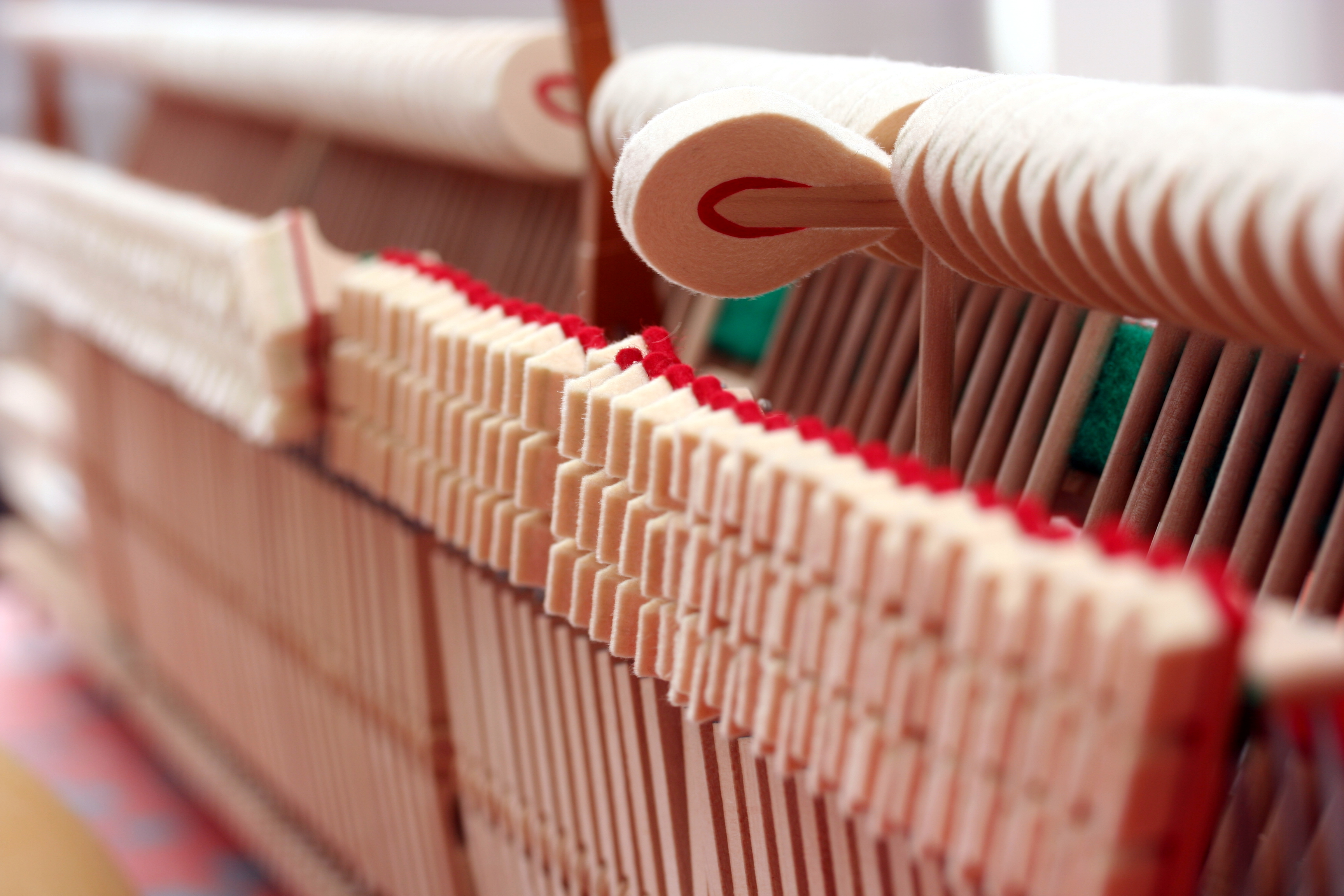
Hammerkopf eines Klaviers: Im Zentrum der hölzerne Hammerkern, darum der Unterfilz (rot), der auch fehlen kann; der für das Spiel entscheidende Oberfilz bildet die äußere weiße Schicht.

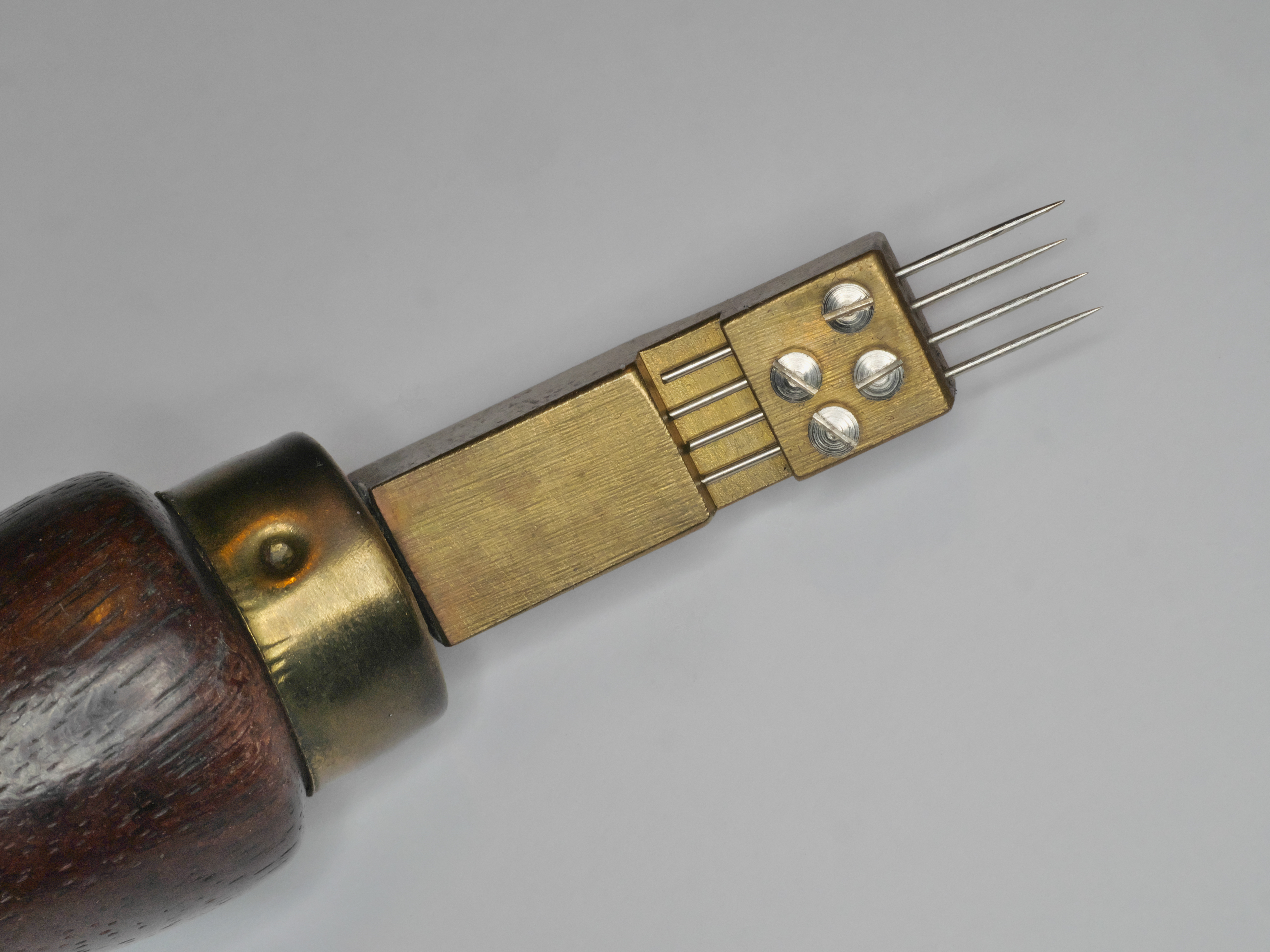
Intoniernadel für Klavierhämmer mit vier Nadelhalterungen

Klaviere werden durch Bearbeitung der Hammerköpfe intoniert. Der Klang der Saiten wird beeinflusst durch die Härte des Hammerfilzes (je härter, desto lauter) sowie durch seine Elastizität, d. h. die Zeit, in der er nach einer Verformung in seine ursprüngliche Form zurückkehrt (je elastischer, desto obertonreicher – heller – der Klang). Voraussetzung für die Intonation ist eine tadellos regulierte Mechanik. Sämtliche Hammerköpfe müssen genau gerade stehen, um alle Chore gleichermaßen anzuschlagen, und sie müssen mit den Hammerstielen fest verleimt sein, da die Hammerköpfe beim Auftreffen auf die Saiten sonst geringfügig zur Seite ausweichen und der Klang taub wird. Neue Hammerköpfe sind vorne nicht genau eben; Hammerköpfe, die viel gespielt worden sind, haben durch das ständige Auftreffen auf die Saite Rillen. Die Hammerköpfe werden zunächst in Form gefeilt („abgezogen“). Sowohl neue als auch viel gespielte Hammerköpfe sind zu hart. Um sie zu lockern, sticht der Intoneur mit Nadeln an spezifischen Stellen in den Filz. Bei einem leisen Anschlag erzeugt nur die oberste Schicht des Filzes den Klang; je kräftiger der Anschlag wird, desto tiefere Schichten wirken am Klang mit. Daher werden die verschiedenen Schichten des Filzes durch unterschiedliche Stichrichtungen und -tiefen auch unterschiedlich intoniert, um dem Instrument einen möglichst großen Reichtum an dynamischen und klangfarblichen Schattierungen zu geben.
Schwierigkeiten entstehen oft am Übergang vom dreichörigen Saitenbezug zum zweichörigen und von da aus zum einchörigen, da sich hier durch die dicker werdenden Saiten die Klangfarbe des Instruments ändern kann. Auch die bei heutigen Instrumenten übliche Kreuzbespannung, bei der (beim Flügel) die Tenorsaiten schräg nach links führen und die Basssaiten diagonal zur hinteren Wandbiegung darüber gespannt sind, führt oft zu einem klanglichen Bruch zwischen Tenor- und Basssaiten. Diese Brüche müssen durch die Intonation so weit wie möglich überdeckt werden.
Die ideale Intonation eines Instruments ist immer abhängig vom Raum, in dem es steht. In einem kleinen Wohnraum, in dem Teppiche, Vorhänge, viele Möbel, Bücherregale usw. Reflexionen verhindern und dadurch den Klang ersticken, muss die Intonation schärfer ausfallen. In einem Raum gleicher Größe, der durch einen Holzboden und einige freie Wandflächen von sich aus einen tragenderen Klang produziert, wird deutlich zurückhaltender intoniert. In Konzerthallen wird schärfer intoniert, damit sich das Instrument auch über größere Entfernung hinweg und gegen ein Orchester durchsetzen kann. Die großen Klavierhersteller intonieren ihre Instrumente daher immer in speziellen Räumen, die die akustischen Verhältnisse des vermutlichen Bestimmungsortes wiedergeben. Im Idealfall wird ein Instrument aber erst an seinem endgültigen Ort abschließend intoniert.
Das Regulieren und Intonieren von Flügeln und Klavieren wird von ausgebildeten Fachkräften vorgenommen. Unprofessionell gestochene Hammerköpfe müssen gegebenenfalls ausgetauscht oder neu befilzt werden, was, da sie in Form und Gewicht instrumentenspezifisch ausgelegt sind, langwierig und teuer ist.

## Intonation von Pfeifenorgeln
Mit dem Begriff Intonation wird die Gestaltung des Klanges der Orgelpfeifen bezeichnet. Dabei wird der Bereich des Labiums mit Spezialwerkzeugen bearbeitet, um die Pfeife in Klangfarbe und Lautstärke zu verändern und ihr einen stabilen Ton abzugewinnen, den sie unmittelbar nach der Herstellung noch nicht hat. Um den Klang einer Pfeife zu beeinflussen, gibt es neben den verschiedenen Bauformen eine Fülle von Möglichkeiten, die man als Intonationsmittel bezeichnen kann.
Siehe Abschnitt Intonation innerhalb des Hauptartikels Orgelpfeife.